# Dornier Do 31
De Dornier Do 31 was een VTOL-transportvliegtuig dat is ontworpen en gebouwd door de Duitse vliegtuigbouwer Dornier. Het was het eerste transportvliegtuig met straalaandrijving dat verticaal kon landen en opstijgen. De Do 31 was bedoeld als transportvliegtuig voor het bevoorraden van kleine vliegvelden. De eerste vlucht vond plaats op 10 februari 1967, maar het toestel is nooit in productie gegaan.
De romp was ontworpen om een vrachtwagen van drie ton te vervoeren, aan de achterzijde was een grote klep waardoor het voertuig in en uit het vrachtruim kon rijden.
De Dornier Do 31 werd aangedreven door twee Rolls-Royce Bristol Pegasus straalmotoren. Bij het verticaal landen en opstijgen werden deze twee motoren ondersteund door acht Rolls-Royce-Royce RB 162-4D straalmotoren. Aan het uiteinde van beide vleugels bevond zich een gondel met daarin de ondersteunende straalmotoren. Het concept werkte goed, al maakten de motoren veel lawaai.

## Foto's

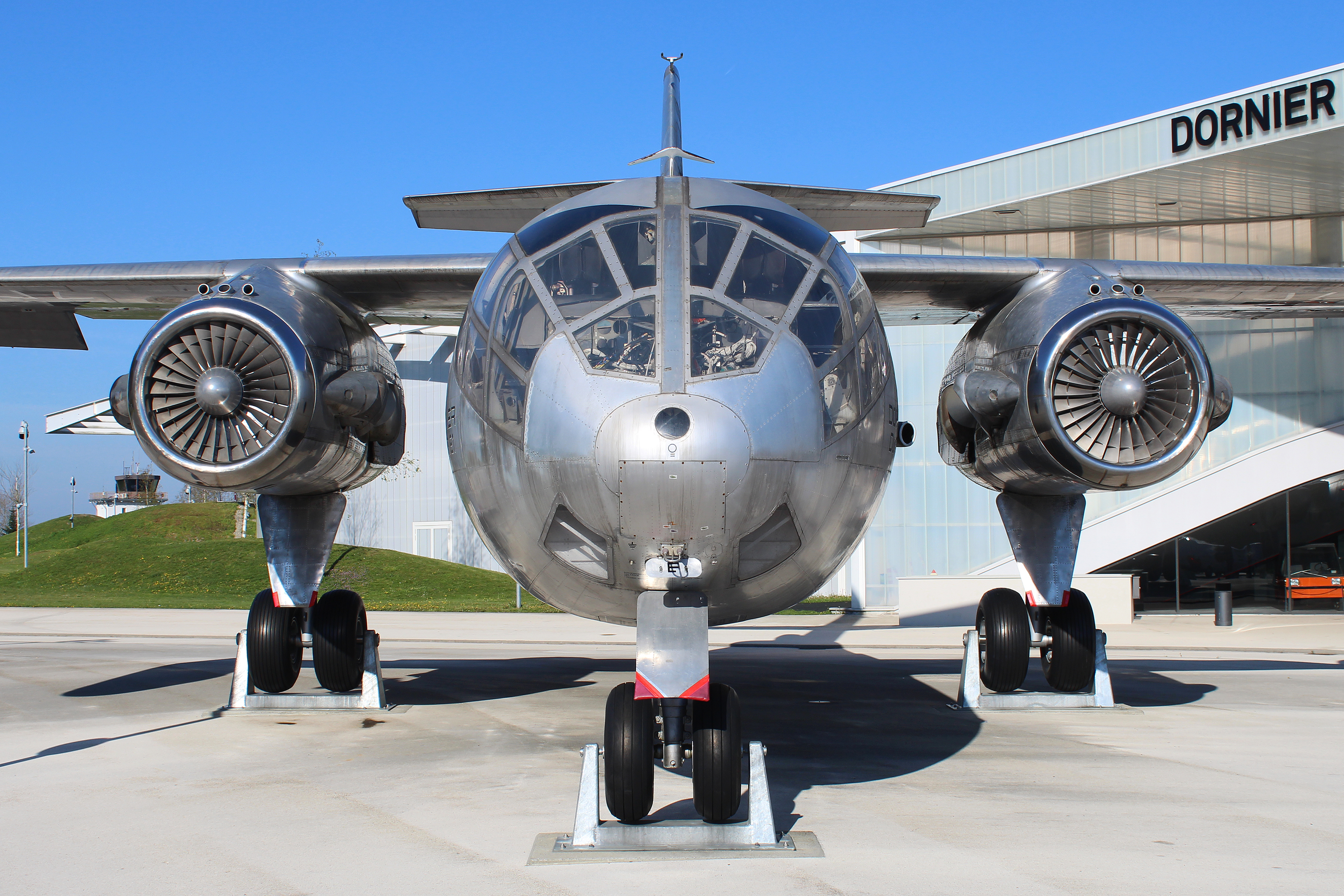
Vooraanzicht
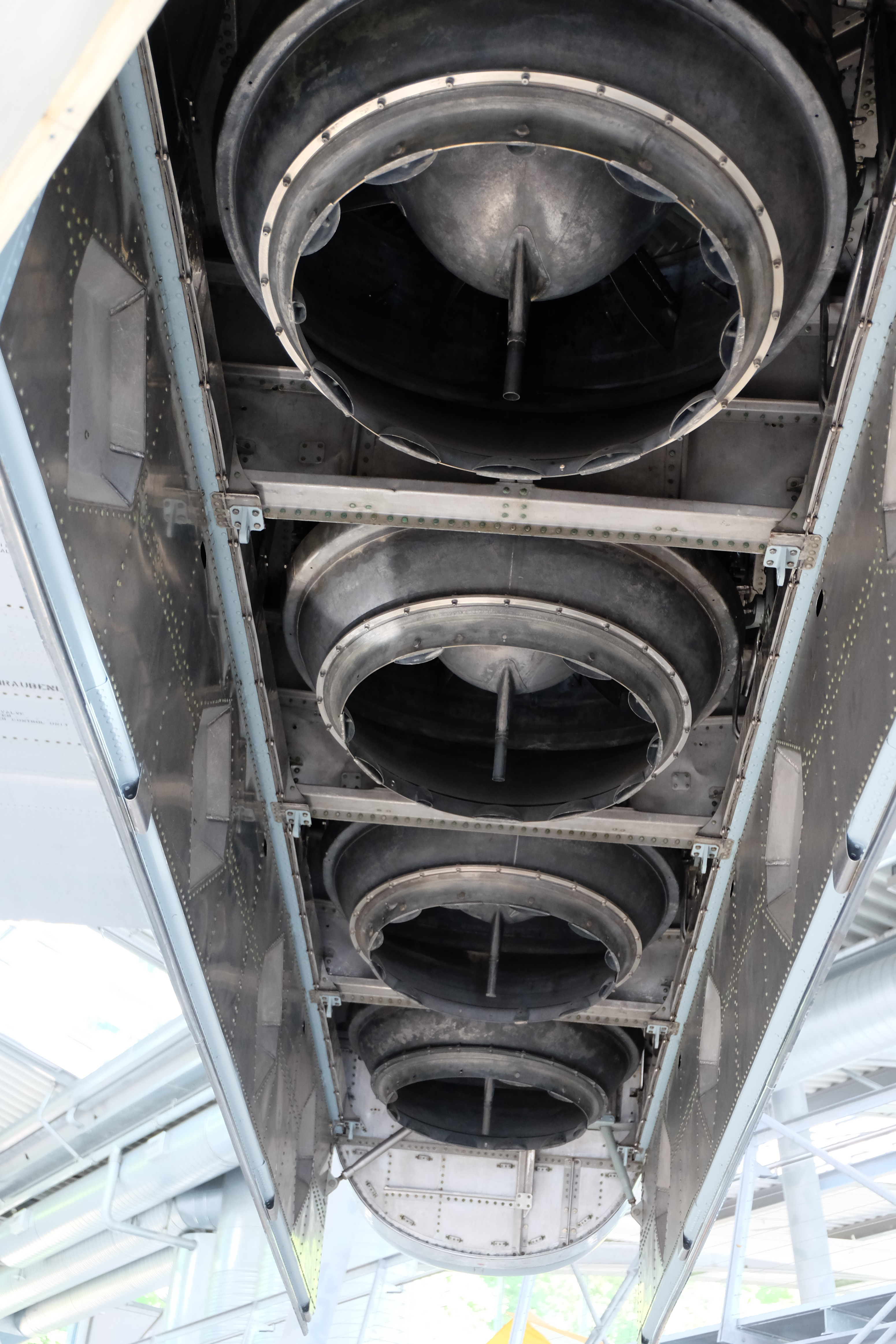
De vier straalmotoren aan het uiteinde van de vleugel (onderaanzicht)
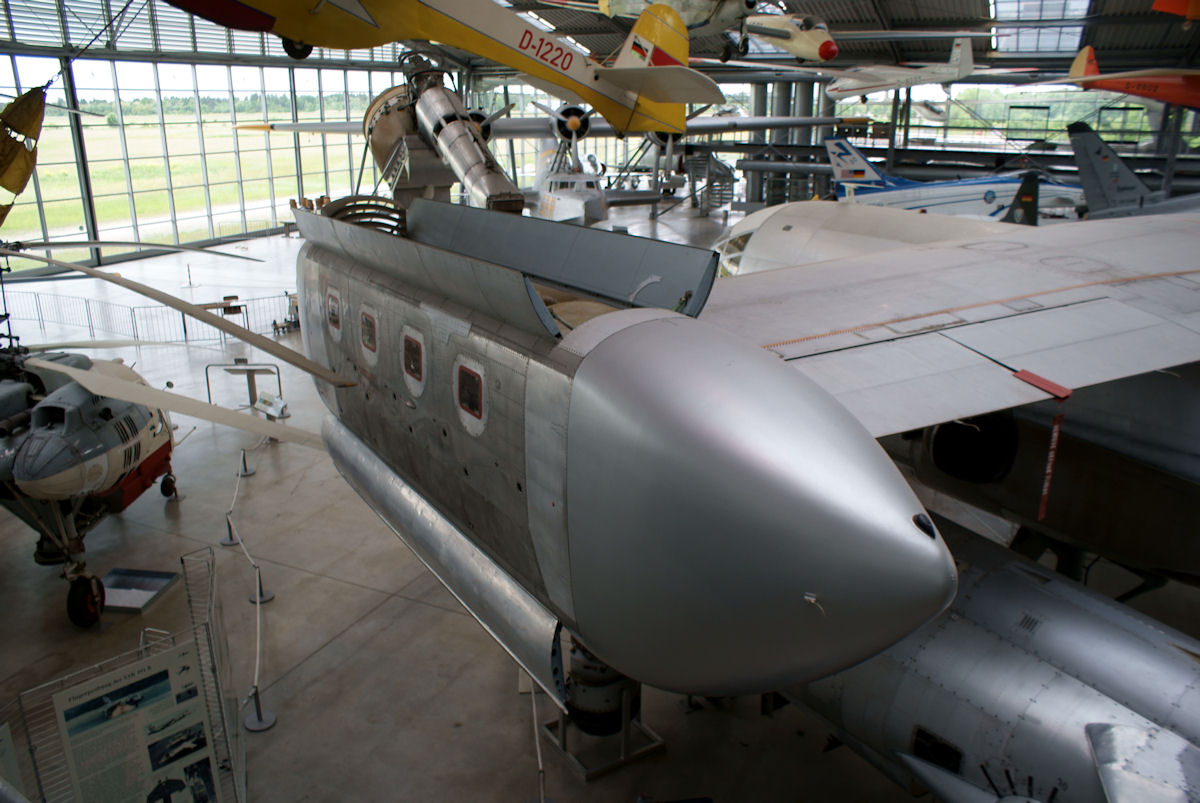
Idem van de zijkant
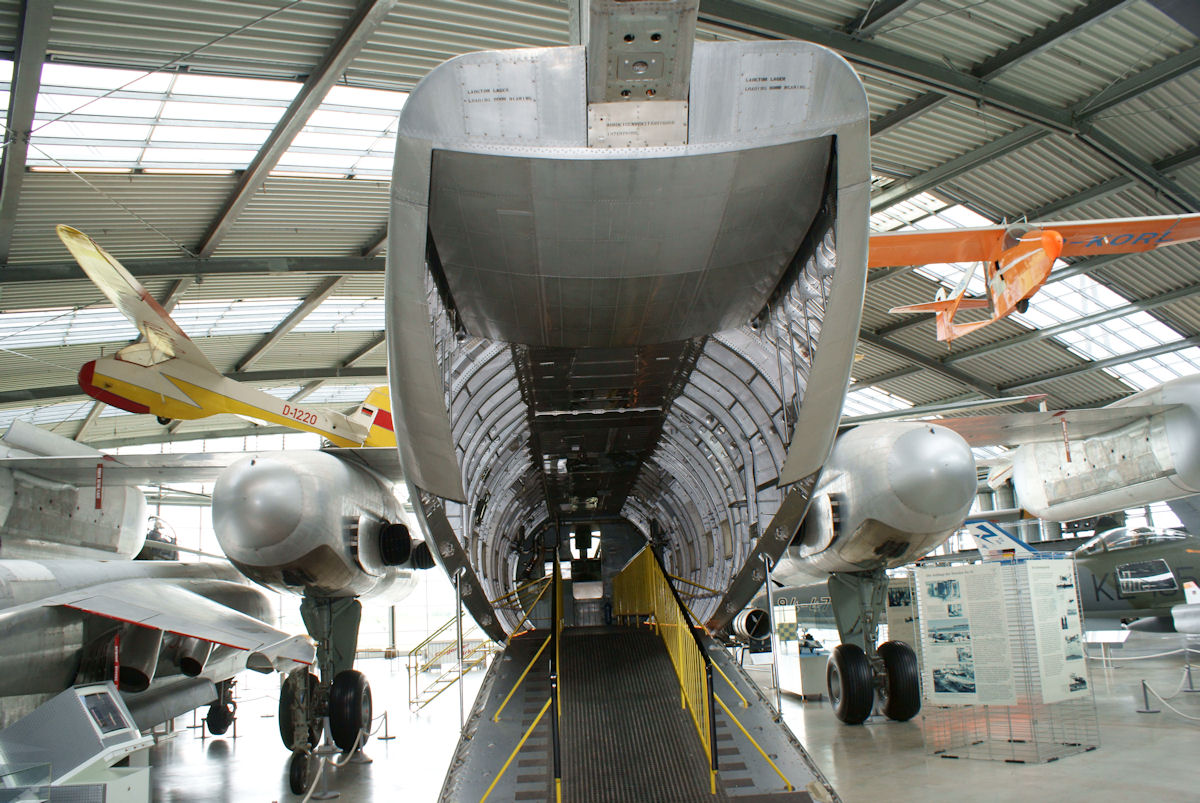
Vrachtruim
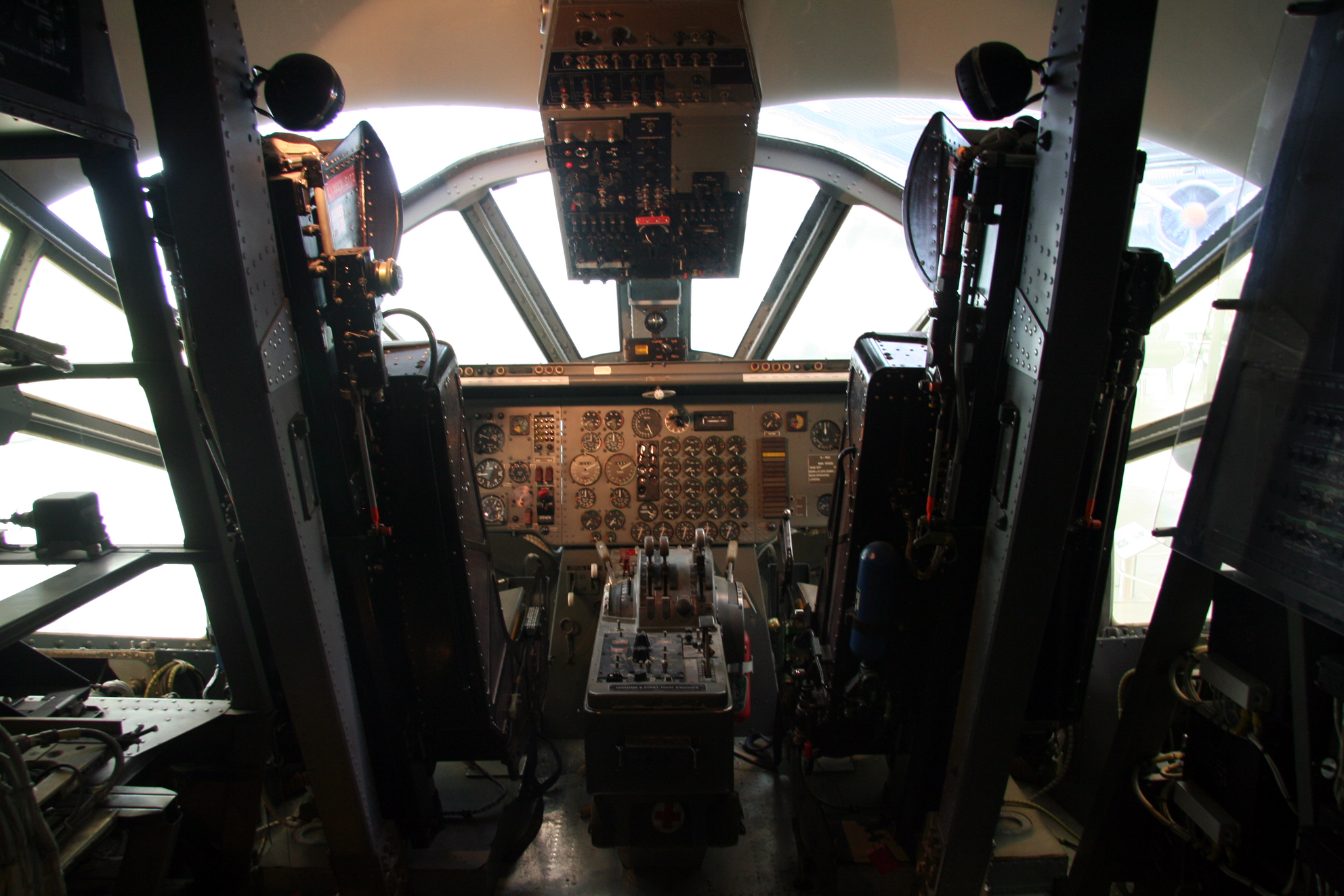
Cockpit
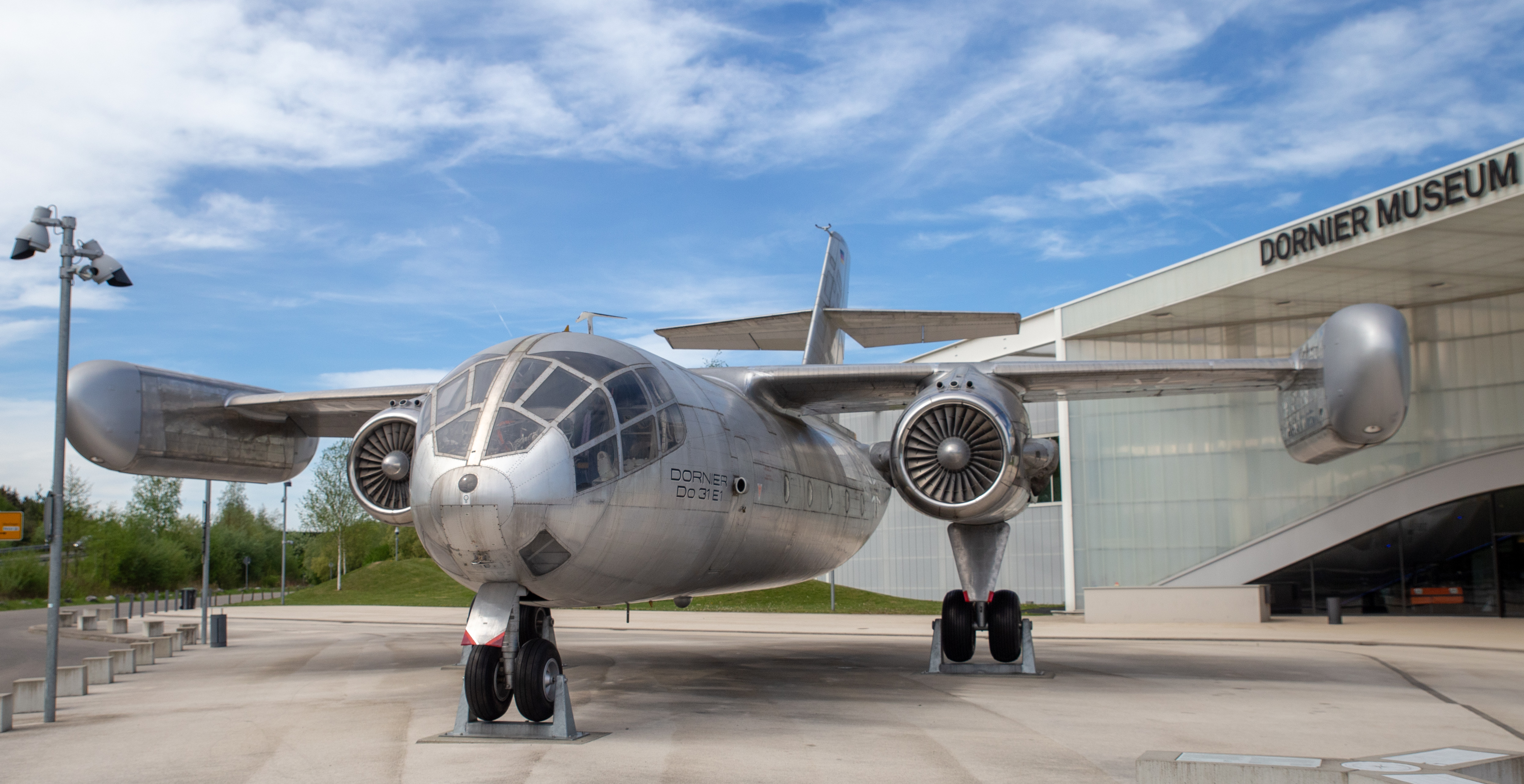
Do 31 E1 bij het Dornier Museum Friedrichshafen
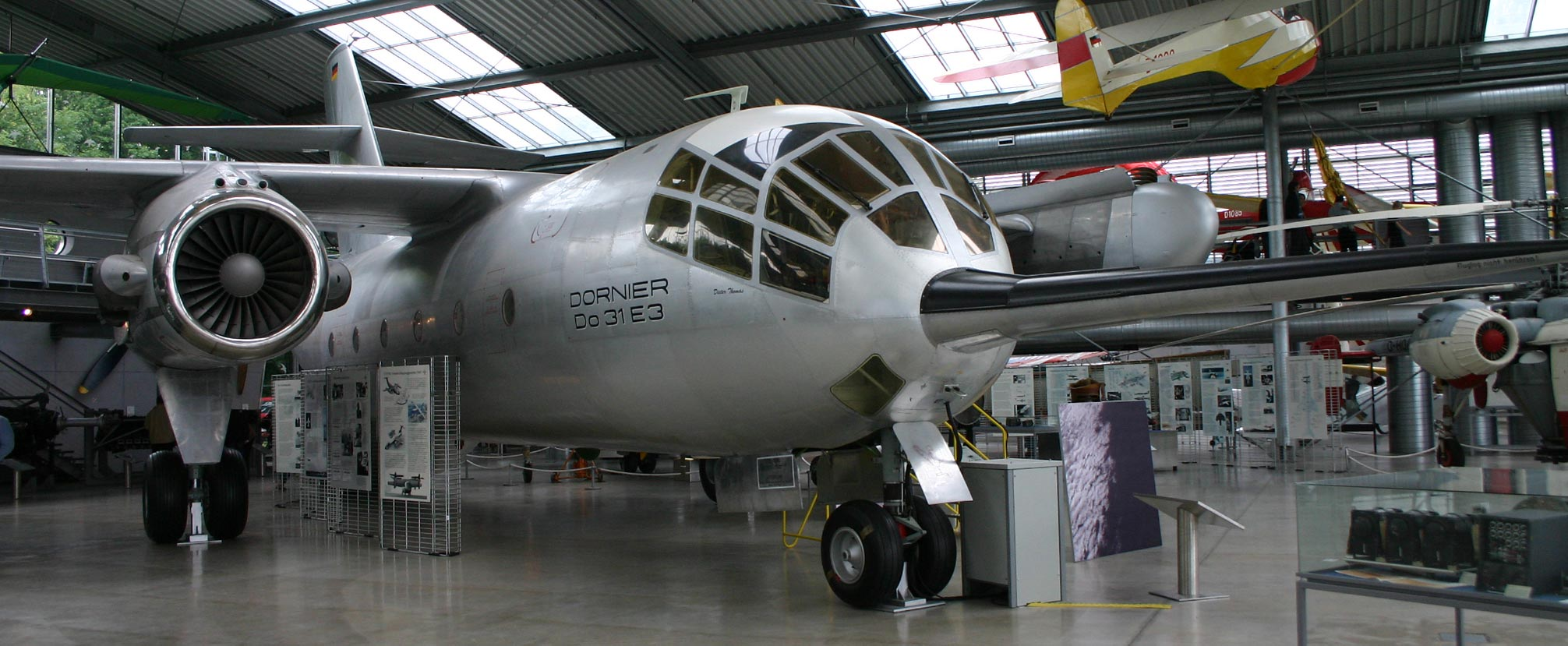
Do 31 E3 in de collectie van het Deutsches Museum Flugwerft Schleissheim